# نانسي فلاغ غيبني
نانسي فلاغ غيبني (بالإنجليزية: Nancy Flagg Gibney)‏ هي كاتِبة أمريكية، ولدت في 1922 في بوسطن في الولايات المتحدة، وتوفيت في 12 فبراير 1980 في سانت جون في الولايات المتحدة.